# Stazione di Lentigione
La stazione di Lentigione è una fermata ferroviaria posta lungo la linea Parma-Suzzara a servizio di Lentigione, frazione di Brescello.
È gestita da Ferrovie Emilia Romagna (FER).

## Storia
La fermata fu aperta nel 1883 dalla Società Veneta, come parte della linea Parma–Suzzara.
Dal 12 dicembre 2017, giorno nel quale vi fu l’alluvione a causa della rottura della sponda dell’argine, rimase inattiva per due anni. Dal 6 maggio 2019 la ferrovia è tornata in funzione.

## Strutture ed impianti
Il fabbricato viaggiatori si compone di due livelli; il piano terra è aperto al pubblico.
Il piazzale è composto da un binario.

## Movimento
La fermata è servita dai treni regionali di Trenitalia Tper in servizio sulla tratta Suzzara–Parma, svolti nell'ambito del contratto di servizio stipulato con la regione Emilia-Romagna.
A novembre 2019, la stazione risultava frequentata da un traffico giornaliero medio di circa 150 persone (67 saliti + 83 discesi).